# Tigelada

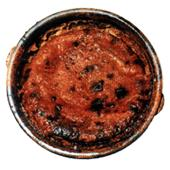
Tigelada numa tigela de barro

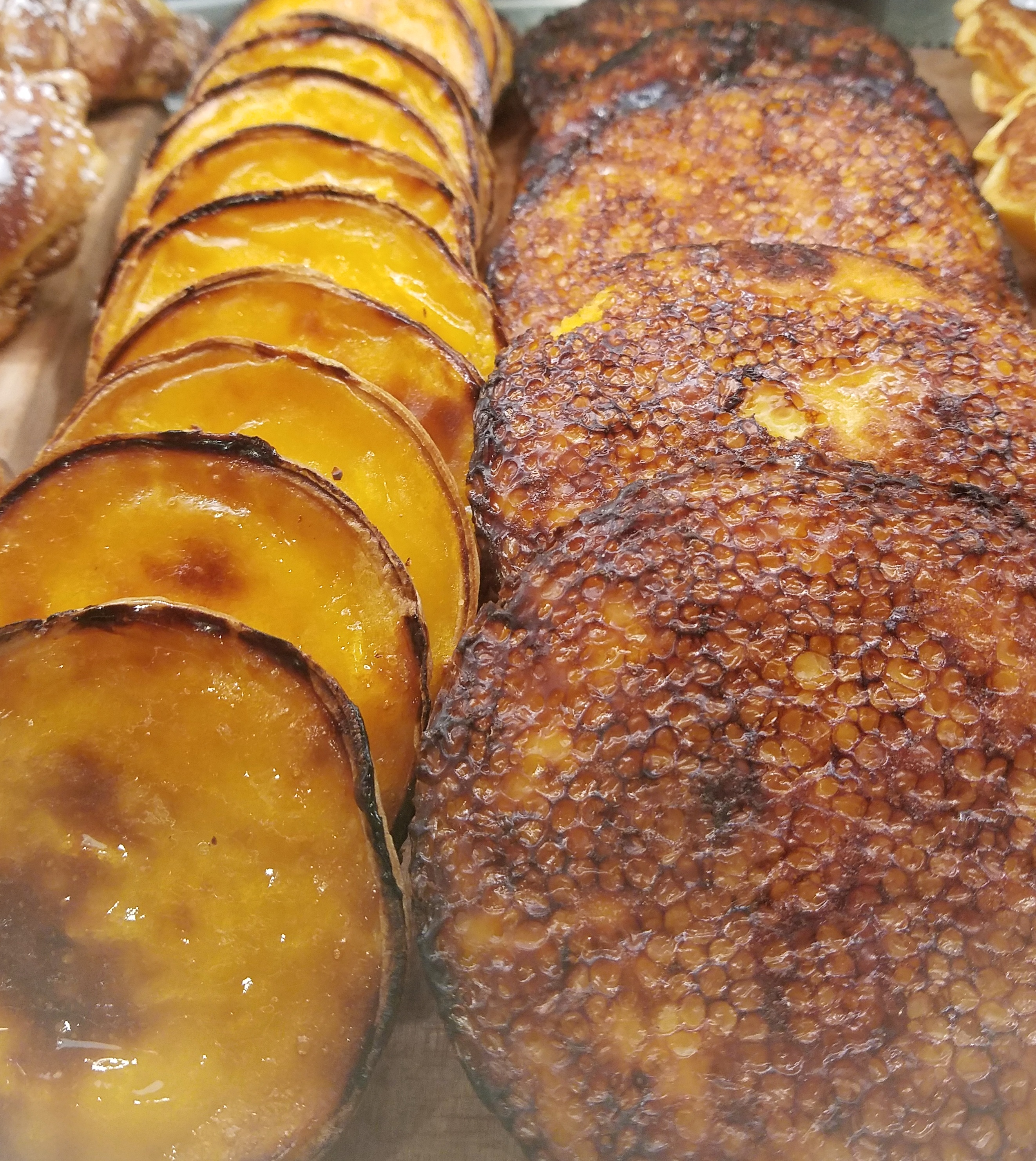
Tigelada (à direita) ao lado de uma Tarte de Nata

A Tigelada ou Tigelada de Abrantes é um doce típico português feito em forno a lenha. A sua cozedura é feita numa tigela de barro não vidrado pré-aquecida.

## Descrição
A tigelada tem a forma de um disco com espessura de 2 centímetros e um diâmetro de 10 a 12 centímetros. Apresenta uma cor amarelo-torrada e uma textura idêntica ao pudim. A sua parte inferior é alveolada devido à alta temperatura que a tigela atinge no forno antes da adição da mistura. As tigeladas são feitas com ovos, leite, farinha sem fermento, açúcar, limão e sal.

## História
Tem a sua origem em Lisboa e Vale do Tejo. Consultando o arquivo histórico, a receita de um doce denominado Tigeladas de D.ª Maria de Vilhena foi encontrada no Livro de Receitas da Infanta D.ª Maria, publicado pela Imprensa Nacional – Casa da Moeda, que coincide com a receita das Tigeladas de Abrantes. De forma mais ou menos consensual, o produto é considerado um doce conventual. Existe um conjunto de documentação no Arquivo Histórico do Concelho de Abrantes, que contém uma lista de receitas do Convento da Graça de Abrantes, onde consta a receita das Tigeladas. No entanto, a sua origem é reivindicada em vários locais do concelho de Abrantes.